# Oschersleben
Oschersleben è una città tedesca di 19 704 abitanti della Sassonia-Anhalt. Appartiene al circondario della Börde (targa BK) ed è capoluogo della comunità amministrativa omonima.
Fino al 1º luglio 2007 è stata capoluogo del circondario di Bördekreis.

## Geografia antropica

### Suddivisioni amministrative
Oschersleben si divide in 11 zone, corrispondenti all'area urbana e a 10 frazioni (Ortsteil):
- Oschersleben (area urbana)
- Alikendorf
- Altbrandsleben
- Ampfurth
- Beckendorf-Neindorf
- Groß Germersleben
- Hordorf
- Hornhausen
- Klein Oschersleben
- Kleinalsleben
- Schermcke

## Sport
Pochi chilometri a est della città si trova la Motorsport Arena Oschersleben, uno dei più importanti circuiti automobilistici tedeschi, dove si disputano gare del mondiale turismo (WTCC), del DTM (Deutsche Tourenwagen Masters) e del FIA GT.